# Vrt na Orontu
Vrt na Orontu djelo je Mauricea Barrèsa, koje je prvi put objavio 1922. godine Plon-Nourrit. Barrès je navodno u njemu prenio priču koju je irski arheolog prenio iz rukopisa jedne večeri u lipnju 1914. u kafiću u Hami. Priča o ljubavi postavljena je u križarsko doba srednjeg vijeka.